# Dynamoterror
Dynamoterror dynastes is een vleesetende theropode dinosauriër, behorend tot de Tyrannosauridae, die tijdens het late Krijt leefde in het gebied van het huidige Noord-Amerika.

## Vondst en naamgeving

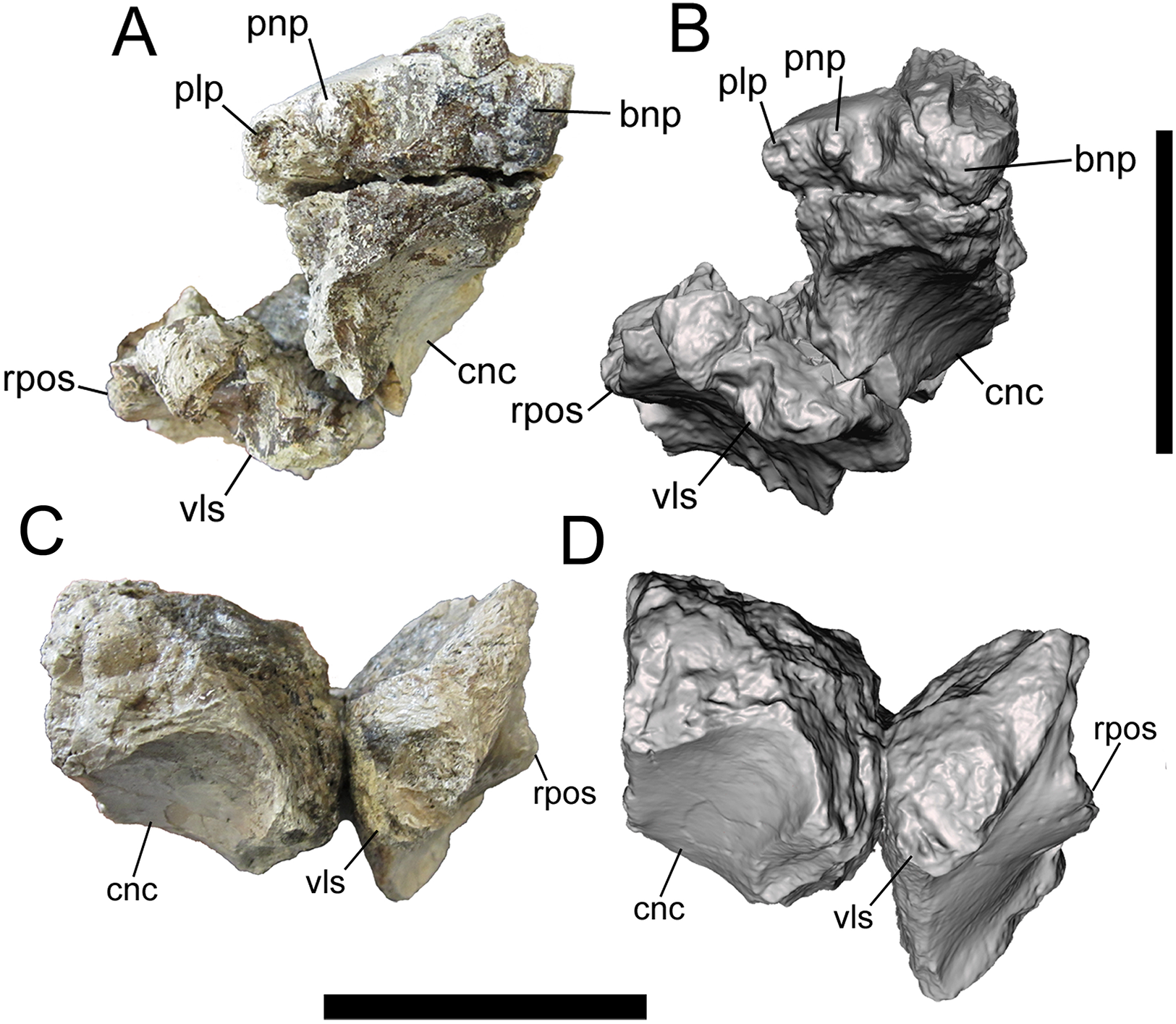
De voorhoofdsbeenderen van voren bezien. Bovenaan het linkerelement, onderaan het rechter

In augustus 2012 werden in San Juan County, New Mexico, door Eric Gutierrez botten gevonden van een grote theropode. Die lagen los op het oppervlak en werden daarop nog hetzelfde jaar verzameld door een team bestaande uit Sam Cordero, W. H. en Nancy Ebbinghaus, Eric Gutierrez, Brandon Hedrick, Jake Kudlinski, Adam Laing, Andrew T. McDonald, Sherman en Ben Mohler, James Poole, John Rockhill, Korri Dee Turner, Brian Watkins en Douglas G. Wolfe. De locatie werd in 2013 en 2018 nauwkeurig verder onderzocht maar er werden geen verdere resten aangetroffen.
In 2018 werd de typesoort Dynamoterror dynastes benoemd en beschreven door Andrew T. McDonald, Douglas G. Wolfe en Alton C. Dooley Jr. De geslachtsnaam is een combinatie van het Oudgrieks δύναμις, dynamis, "kracht" en het Latijnse terror, "doodsangst". De soortaanduiding δυνάστης betekent "heerser" in het Grieks. De soortnaam is opzettelijk zo imposant mogelijk gemaakt om de positie van Dynamoterror als de apexpredator van zijn leefgebied te weerspiegelen. De publicatie was in een elektronisch tijdschrift en er waren dus Life Science Identifiers nodig voor de geldigheid van de naam. Die zijn 4B3FA975-DC43-4C1F-813F-29BB9DFDF9B6 voor het geslacht en EED48535-DC9C-4E4A-A5BB-1ACA1D5FD918 voor de soort.
Het holotype, UMNH VP 28348, is gevonden in de Juans Lake-lagen van de bovenste Allisonafzetting, deel van de Menefeeformatie die dateert uit het vroege Campanien. De specifieke laag zandsteen in kwestie is ongeveer 78,22 miljoen jaar oud. Het holotype bestaat uit een fragmentarisch skelet met schedel. Bewaard zijn gebleven: twee voorhoofdsbeenderen, vier wervellichamen, ribben, het tweede rechtermiddenhandsbeen, het midden van het rechterdarmbeen, het tweede en vierde kootje van de vierde linkerteen en fragmenten van de ledematen. De botten zijn in elkaar nabijheid aangetroffen en werden geconcludeerd tot één individu te behoren daar ze elkaar niet overlapten. Het betreft vermoedelijk een jongvolwassen of volwassen exemplaar. Het specimen maakt deel uit van de collectie van het Natural History Museum of Utah. Er werd een laserscan uitgevoerd van de schedelelementen om de schedel virtueel te kunnen reconstrueren.

## Beschrijving

### Grootte en onderscheidende kenmerken
Dynamoterror is ongeveer even lang geweest als specimen LACM 23845, een onvolgroeid exemplaar van Tyrannosaurus rex. Dat laatste werd weer geschat op 80% van de lengte van een volwassen tyrannosaurus. In dat geval moet het holotype van Dynamoterror zo'n dertig voet lang geweest zijn ofwel negen meter.
De beschrijvers wisten twee onderscheidende kenmerken vast te stellen. Dit zijn autapomorfieën, unieke afgeleide eigenschappen. Twee voorste takken van het voorhoofdsbeen, een naar het raakpunt tussen het prefrontale en het neusbeen, de ander naar het raakpunt tussen prefrontale en traanbeen, liggen dicht op elkaar, slechts gescheiden door een ondiepe inkeping. Waar het voorhoofdsbeen een beennaad vormt met het postorbitale heeft het achterste gedeelte een rechthoekig, hol gekromd, en zijwaarts gericht uitsteeksel dat van het voorliggende deel van het voorhoofdsbeen gescheiden wordt door een diepe groeve.

### Skelet
De beschrijving van het skelet richtte zich in 2018 sterk op de voorhoofdsbeenderen, die het meeste onderscheidende detail tonen. De rest van het bewaarde skelet is vrij standaard gebouwd voor een tyrannosauride.
De voorhoofdsbeenderen hebben een hoogte/breedte-verhouding van 0,57, wat wijst op een volgroeid of bijna volgroeid exemplaar. De tak van het voorhoofdsbeen naar het raakpunt tussen het prefrontale en het neusbeen is vrij klein vergeleken met die van de verwant Teratophoneus. De tak is gebouwd als een kegelvormig uitsteeksel. Zijwaarts daarvan ligt een, evenzeer relatief kleine, kegelvormige tak meer in de richting van het traanbeen. Overigens hebben de meeste verwanten zulke kleine takken; uniek is dat ze zo dicht bij elkaar liggen. Bovenop vormen beide voorhoofdsbeenderen samen een hoge middenkam, een typisch tyrannosaurine kenmerk. Het facet met het postorbitale is in een duidelijke voorkant en achterkant verdeeld, gescheiden door een iets naar achteren hellende groeve. Bij verwanten loopt het facet van voor naar achter continu door.

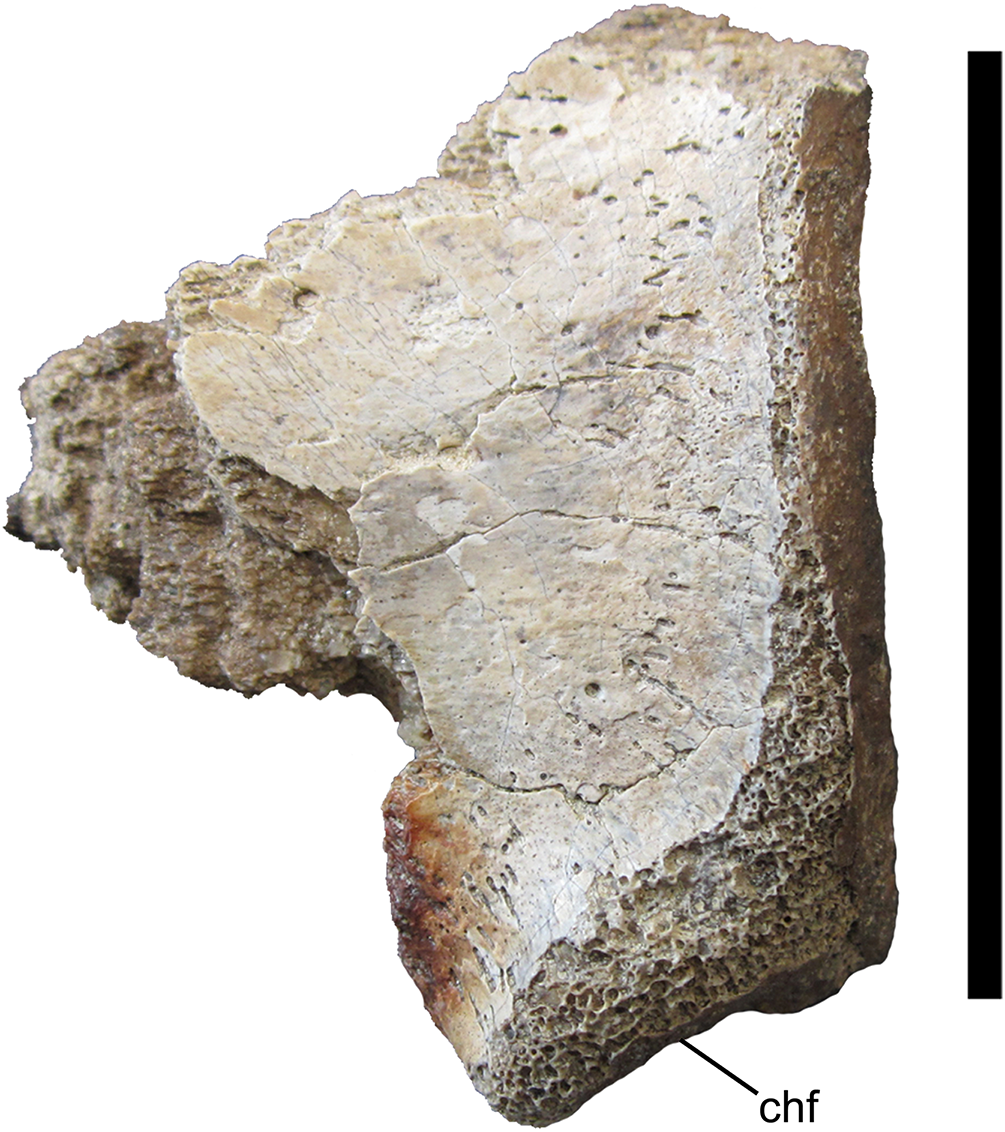
Het stuk middelste staartwervel

Van de vier bewaarde wervellichamen is er maar één te identificeren, als een middelste staarwervel.
Het tweede middenhandsbeen heeft geen trogvormig contactfacet met het derde middenhandsbeen.
Het bewaarde stuk van het darmbeen is vermoedelijk de kam boven het heupgewricht. Het is in het midden opvallend dun, slechts 0,7 millimeter dik overdwars.
De twee teenkootjes tonen geen bijzondere bouw.

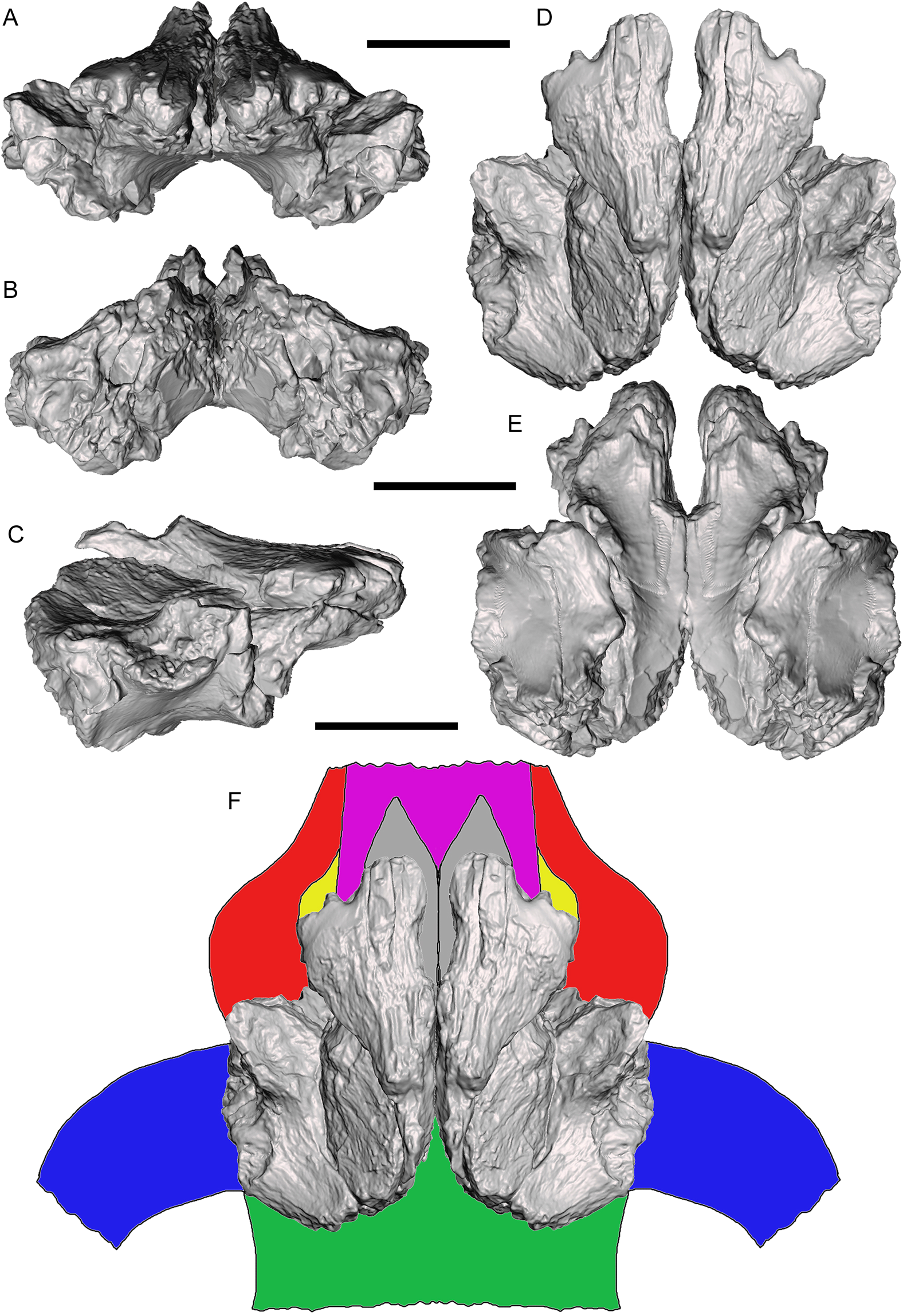
Van de voorhoofdsbeenderen uit kan men de andere elementen van het schedeldak reconstrueren: de prefrontalia in het geel, de neusbeenderen in het roze, de traanbeenderen in het rood, de postorbitalia in het blauw en de wandbeenderen in het groen. Tussen postorbitalia en wandbeenderen bevinden zich grote bovenste slaapvensters

De voorhoofdsbeenderen zijn dikke massieve elementen met hoge contactfacetten met de andere beenderen van het schedeldak. Dat maakt het mogelijk een groot deel van de schedel te reconstrueren. Net als andere tyrannosaurinen blijkt Dynamoterror grote bovenste slaapvensters te bezitten. Samen met de hoge middenkam duidt dit op de aanwezigheid van enorme sluitspieren voor de onderkaken die een groep kenmerken die zich gespecialiseerd had in bijtkracht.

## Fylogenie
Dynamoterror is in de Tyrannosauridae geplaatst en daarbinnen in de Tyrannosaurinae. Een exacte kladistische analyse kon de positie van Dynamoterror niet erg verhelderen, omdat de beperkte resten daarvoor te weinig gegevens bevatten. Het gevolg was een lange polytomie of "kam" van soorten waarvan onbekend bleef hoe de onderlinge verwantschappen precies waren.
De evolutionaire stamboom in de studie toont het volgende kladogram.
|  | Albertosaurus sarcophagus |
|  |                           |
|  | Gorgosaurus libratus      |
|  |                           |

|  | Qianzhousaurus sinensis                                               |
|  |                                                                       |
|  | \| \| Alioramus remotus \| \| \| \| \| \| Alioramus altai \| \| \| \| |
|  |                                                                       |
|  | Alioramus remotus                                                     |
|  |                                                                       |
|  | Alioramus altai                                                       |
|  |                                                                       |

|  | Alioramus remotus |
|  |                   |
|  | Alioramus altai   |
|  |                   |

|  | Lythronax argestes                                                       |
|  |                                                                          |
|  | Dynamoterror dynastes                                                    |
|  |                                                                          |
|  | Nanuqsaurus hoglundi                                                     |
|  |                                                                          |
|  | Teratophoneus curriei                                                    |
|  |                                                                          |
|  | Daspletosaurus torosus                                                   |
|  |                                                                          |
|  | Daspletosaurus horneri                                                   |
|  |                                                                          |
|  | Zhuchengtyrannus magnus                                                  |
|  |                                                                          |
|  | \| \| Tarbosaurus bataar \| \| \| \| \| \| Tyrannosaurus rex \| \| \| \| |
|  |                                                                          |
|  | Tarbosaurus bataar                                                       |
|  |                                                                          |
|  | Tyrannosaurus rex                                                        |
|  |                                                                          |

|  | Tarbosaurus bataar |
|  |                    |
|  | Tyrannosaurus rex  |
|  |                    |

|  | Qianzhousaurus sinensis                                               |
|  |                                                                       |
|  | \| \| Alioramus remotus \| \| \| \| \| \| Alioramus altai \| \| \| \| |
|  |                                                                       |
|  | Alioramus remotus                                                     |
|  |                                                                       |
|  | Alioramus altai                                                       |
|  |                                                                       |

|  | Alioramus remotus |
|  |                   |
|  | Alioramus altai   |
|  |                   |

|  | Lythronax argestes                                                       |
|  |                                                                          |
|  | Dynamoterror dynastes                                                    |
|  |                                                                          |
|  | Nanuqsaurus hoglundi                                                     |
|  |                                                                          |
|  | Teratophoneus curriei                                                    |
|  |                                                                          |
|  | Daspletosaurus torosus                                                   |
|  |                                                                          |
|  | Daspletosaurus horneri                                                   |
|  |                                                                          |
|  | Zhuchengtyrannus magnus                                                  |
|  |                                                                          |
|  | \| \| Tarbosaurus bataar \| \| \| \| \| \| Tyrannosaurus rex \| \| \| \| |
|  |                                                                          |
|  | Tarbosaurus bataar                                                       |
|  |                                                                          |
|  | Tyrannosaurus rex                                                        |
|  |                                                                          |

|  | Tarbosaurus bataar |
|  |                    |
|  | Tyrannosaurus rex  |
|  |                    |

|  | Albertosaurus sarcophagus |
|  |                           |
|  | Gorgosaurus libratus      |
|  |                           |

|  | Qianzhousaurus sinensis                                               |
|  |                                                                       |
|  | \| \| Alioramus remotus \| \| \| \| \| \| Alioramus altai \| \| \| \| |
|  |                                                                       |
|  | Alioramus remotus                                                     |
|  |                                                                       |
|  | Alioramus altai                                                       |
|  |                                                                       |

|  | Alioramus remotus |
|  |                   |
|  | Alioramus altai   |
|  |                   |

|  | Lythronax argestes                                                       |
|  |                                                                          |
|  | Dynamoterror dynastes                                                    |
|  |                                                                          |
|  | Nanuqsaurus hoglundi                                                     |
|  |                                                                          |
|  | Teratophoneus curriei                                                    |
|  |                                                                          |
|  | Daspletosaurus torosus                                                   |
|  |                                                                          |
|  | Daspletosaurus horneri                                                   |
|  |                                                                          |
|  | Zhuchengtyrannus magnus                                                  |
|  |                                                                          |
|  | \| \| Tarbosaurus bataar \| \| \| \| \| \| Tyrannosaurus rex \| \| \| \| |
|  |                                                                          |
|  | Tarbosaurus bataar                                                       |
|  |                                                                          |
|  | Tyrannosaurus rex                                                        |
|  |                                                                          |

|  | Tarbosaurus bataar |
|  |                    |
|  | Tyrannosaurus rex  |
|  |                    |

|  | Qianzhousaurus sinensis                                               |
|  |                                                                       |
|  | \| \| Alioramus remotus \| \| \| \| \| \| Alioramus altai \| \| \| \| |
|  |                                                                       |
|  | Alioramus remotus                                                     |
|  |                                                                       |
|  | Alioramus altai                                                       |
|  |                                                                       |

|  | Alioramus remotus |
|  |                   |
|  | Alioramus altai   |
|  |                   |

|  | Lythronax argestes                                                       |
|  |                                                                          |
|  | Dynamoterror dynastes                                                    |
|  |                                                                          |
|  | Nanuqsaurus hoglundi                                                     |
|  |                                                                          |
|  | Teratophoneus curriei                                                    |
|  |                                                                          |
|  | Daspletosaurus torosus                                                   |
|  |                                                                          |
|  | Daspletosaurus horneri                                                   |
|  |                                                                          |
|  | Zhuchengtyrannus magnus                                                  |
|  |                                                                          |
|  | \| \| Tarbosaurus bataar \| \| \| \| \| \| Tyrannosaurus rex \| \| \| \| |
|  |                                                                          |
|  | Tarbosaurus bataar                                                       |
|  |                                                                          |
|  | Tyrannosaurus rex                                                        |
|  |                                                                          |

|  | Tarbosaurus bataar |
|  |                    |
|  | Tyrannosaurus rex  |
|  |                    |

Dynamoterror was in 2018 na Lythronax de oudste bekende tyrannosauride. Omdat zijn positie in de stamboom kennelijk niet heel basaal was, impliceert dit dat de evolutie van de Tyrannosauridae lange verborgen afstammingslijnen moet kennen en de groep relatief vroeg ontstaan moet zijn.
De vondst van een nieuwe tyrannosauride in het zuiden van Laramidia bevestigt mogelijk de hypothese dat het zuiden en noorden van dat subcontinent aparte faunae kenden. Van die fauna is overigens nog niet veel bekend. Dynamoterror is pas de tweede dinosauriër die uit de Menefeeformatie is beschreven; de eerste was, ook al in 2018, de nodosauride Invictarx die ondanks de evenzeer imposante naam met Dynamoterror gemeen heeft dat de gevonden resten zeer schamel zijn. Invictarx zou een prooi van Dynamoterror kunnen zijn geweest.